# Công đoàn Việt Nam

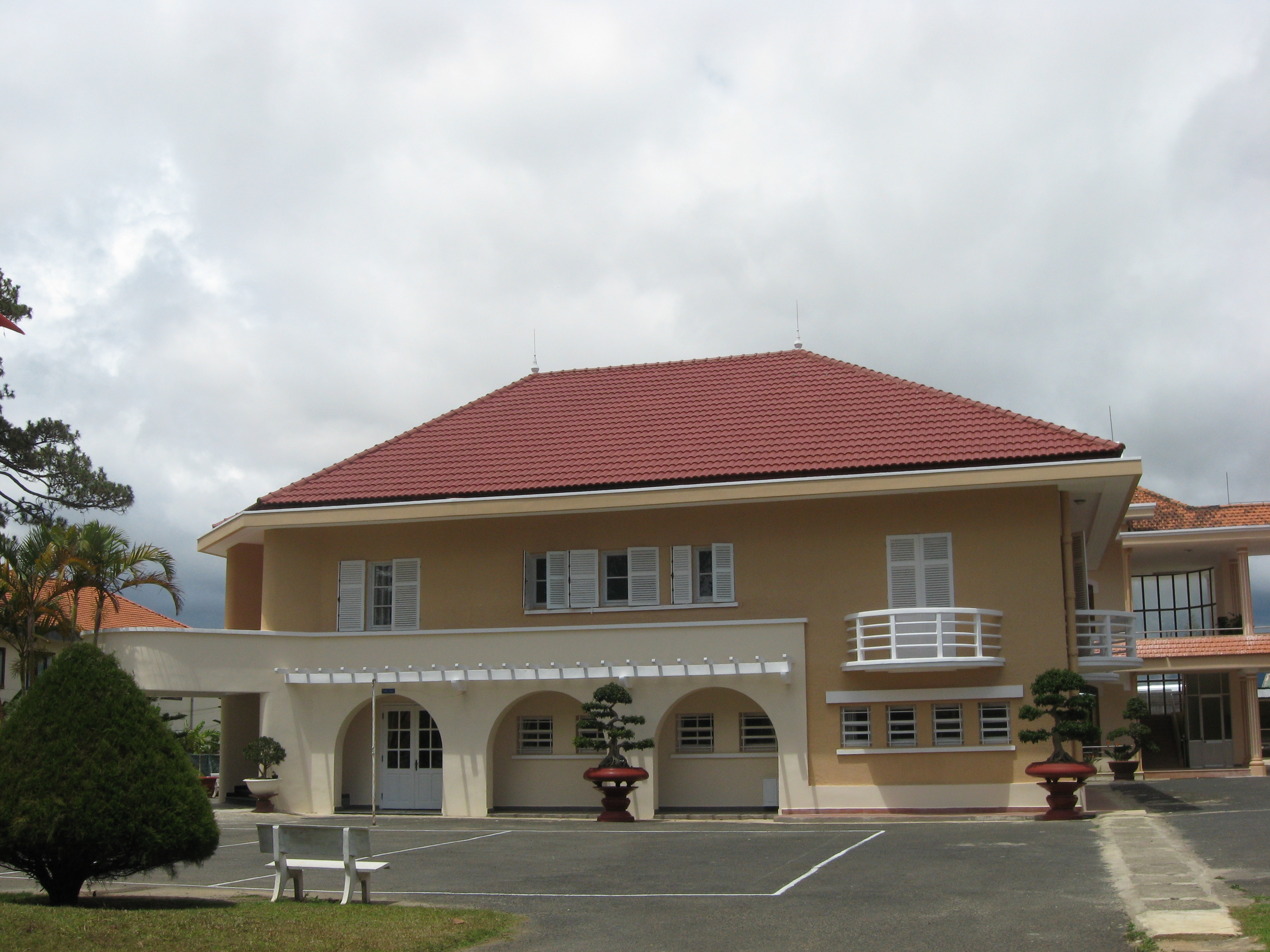
Liên đoàn Lao động tỉnh Lâm Đồng tại 29, đường Quang Trung, thành phố Đà Lạt.

Một giải thưởng của Công đoàn trào tặng cho công nhân có thành tích sáng tạo trong lao động

Ở Việt Nam hiện nay, công đoàn không được coi là một danh từ chung. Được định nghĩa bằng luật, Công đoàn "là tổ chức chính trị - xã hội rộng lớn của giai cấp công nhân và của người lao động Việt Nam (gọi chung là người lao động) tự nguyện lập ra dưới sự lãnh đạo của Đảng Cộng sản Việt Nam; là thành viên trong hệ thống chính trị của xã hội Việt Nam; là trường học chủ nghĩa xã hội của người lao động" (Điều 1 khoản 1 Luật Công đoàn 1990).
Nhiều điều khoản khác của luật này quy định cho "Công đoàn" một tư cách pháp nhân (điều 1 khoản 3), có quyền đại diện cho công nhân trong thương lượng tập thể hay trong các tranh chấp trước toà (điều 11 khoản 1, 2 và 3). Ngay cả khi không là thành viên công đoàn, công nhân cũng có quyền yêu cầu Công đoàn đứng ra đại diện cho mình trước pháp luật (điều 11 khoản 4). Hơn thế nữa, Công đoàn còn được quy định quyền lập pháp (trình dự thảo luật, điều 5 khoản 1), quyền hành pháp (tham gia quản lý nhà nước, điều 4 khoản 1) và các quyền tư pháp (giám sát việc thi hành luật pháp, yêu cầu người thuê lao động có trách nhiệm giải trình,...). Công đoàn còn được quy định có quyền tham gia vào công việc quản lý các doanh nghiệp, công ty. Quyền tự do tham gia hay không tham gia công đoàn cũng được quy định rõ ràng.
Theo quy định tại luật, Công đoàn ở Việt Nam hiện nay là một tổ chức độc quyền mặc nhiên thuộc về đảng cầm quyền và nhà nước hiện hành (thuộc về chứ không phải tham gia). Tất cả các tổ chức hội đoàn tự phát khác của người lao động bị đặt ra ngoài vòng pháp luật. Trong khi được quy định có những quyền hành to lớn, trên thực tế, hoạt động của công đoàn Việt Nam có thể bị cấm  và bị phạt.
Trước khi có các chính sách "mở cửa", toàn bộ nền kinh tế Việt Nam là thuộc về nhà nước, và nhà nước lại thuộc về "giai cấp công nhân". Khi đó công nhân cũng được coi là chủ sở hữu của chính nhà máy hay công ty mà mình làm việc, ban giám đốc của công ty cũng chính là đại diện của toàn thể công nhân. Những mâu thuẫn nếu có hiển nhiên là những mâu thuẫn nội tại của công nhân với chính họ và do đó không hề cần đến thương lượng hay toà án. Trừ khi có những vi phạm pháp luật về hình sự, công nhân không bao giờ bị đuổi việc. Điều kiện lao động và tiền lương thấp kém, nhưng đó cũng là vấn đề của chính công nhân, do năng suất lao động thấp và tổ chức lao động kém; hơn nữa điều này xảy ra ở tất cả các công ty nên công nhân không thể có cơ sở so sánh. Hoạt động hữu ích thực sự của Công đoàn trong giai đoạn này là hỗ trợ tang ma, bệnh tật, cưới xin, sinh đẻ.
Sau khi mở cửa, các thành phần kinh tế tư nhân khác được pháp luật thừa nhận và bảo trợ, kể cả các doanh nghiệp sở hữu nước ngoài. Trong khi các bộ luật khác cũng như nhiều thể chế nhà nước đã dần dần thay đổi để bảo vệ cho quyền lợi của toàn thể xã hội chứ không chỉ của giai cấp công nhân, Công đoàn vẫn không tách rời khỏi sự quản lý quá chặt chẽ của nhà nước, nghĩa là cũng phải quan tâm đến lợi ích của toàn thể chứ không chỉ lợi ích của công nhân. Điều này dẫn đến sự mâu thuẫn nghiêm trọng trong các chức năng được định nghĩa bằng luật của Công đoàn. Khi có mâu thuẫn giữa người lao động và chủ thuê lao động, Công đoàn luôn phải thoả mãn với những mục tiêu khác nhiều hơn là quyền lợi của công nhân, những mục tiêu này có thể kể ra là: trật tự trị an xã hội, duy trì sự hấp dẫn của thị trường lao động giá rẻ, đảm bảo mục tiêu kinh doanh của doanh nghiệp,...
Mâu thuẫn nội tại của "Công đoàn" Việt Nam hiện tại đã triệt tiêu những chức năng lẽ ra phải có của nó. Công đoàn không còn đại diện cho lợi ích chỉ của người lao động làm thuê như trên danh nghĩa. Trong khi đó, luật pháp vẫn không thừa nhận tính hợp pháp của bất kỳ tổ chức công đoàn nào khác của người làm thuê ngoài Công đoàn do Nhà nước thành lập.. Phần lớn các cuộc đình công của công nhân bị coi là bất hợp pháp vì diễn ra tự phát và không do "Công đoàn" tổ chức.
Điều đáng ngạc nhiên là có những vụ đình công đã xảy ra ngay tại các công ty nhà nước, nơi công nhân được coi là chủ sở hữu của toàn bộ công cụ, tổ chức và quy trình lao động. Một việc được cho là vô lý ở công đoàn Việt Nam là các công đoàn không do các công nhân thành lập nên và họ nhận lương trực tiếp hay gián tiếp từ chính công ty họ đặt trụ sở để bảo vệ cho công nhân công ty đó. Điều này trái ngược với các công đoàn ở một số nước khác là công nhân tự đứng ra thành lập công đoàn trong công ty và trả tiền cho công đoàn để bảo vệ họ.

## Bài liên quan
- Giải thưởng Nguyễn Đức Cảnh
- Giải thưởng Lao động sáng tạo